# Onesia noumea
Onesia noumea este o specie de muște din genul Onesia, familia Calliphoridae. A fost descrisă pentru prima dată de Mary Katherine Curran în anul 1929. Conform Catalogue of Life specia Onesia noumea nu are subspecii cunoscute.